# Bergens Kreditbank
Bergens Kreditbank var en norsk bank med säte i Bergen, grundad 1928.
Vid sitt grundande övertog Bergens Kreditbank tillsammans med Andreasens bank en del av engagemangen och rörelsen i den året innan likviderade Andresens og Bergens kreditbank. Denna hade 1921 stiftats som en fortsättning av dåvarande Andresens bank i Oslo, grundad 1912 för övertagande av den 1809 etablerade firman N. A. Andresen & co. och Bergens kreditbank i Bergen, grundad 1876 som fortsättning av den 1859 öppnade filialen i Bergen till Christania bank og kreditkasse. Andresens og Bergens kreditbank var en av Norges största privatbanker då den i april 1923 ställdes under offentlig likvidation.
Bergens kreditbank slogs 1975 samman med Bergens privatbank till Bergen Bank.